# 93 Leonis
93 Leonis, som är stjärnans Flamsteed-beteckning, är en dubbelstjärna, belägen i den norra delen av stjärnbilden Lejonet och har även variabelbeteckningen DQ Leonis. Den har en kombinerad skenbar magnitud av ca 4,52 och är svagt synlig för blotta ögat där ljusföroreningar ej förekommer. Baserat på parallaxmätning inom Hipparcosuppdraget på ca 14,0 mas, beräknas den befinna sig på ett avstånd på ca 233 ljusår (ca 71 parsek) från solen. Den rör sig bort från solen med en heliocentrisk radialhastighet på ca 0,8 km/s.

## Egenskaper
Primärstjärnan 93 Leonis A är en orange till gul jättestjärna av spektralklass G5 III. Den har en massa som är ca 2,3 solmassor, en radie som är ca 9 solradier och utsänder från dess fotosfär ca 49 gånger mera energi än solen vid en effektiv temperatur av ca 5 100 K.
93 Leonis är en dubbelsidig spektroskopisk dubbelstjärna, som kunnat identifieras genom att stjärnornas spektrallinjer växlar regelbundet på grund av Dopplereffekten. Stjärnorna har en omloppsperiod på 71,69 dygn i en cirkulär bana. Konstellationen är också känd som en RS Canum Venaticorum-variabel på grund av dess binäritet. Följeslagaren, 93 Leonis B, är en vit till blå stjärna i huvudserien av spektralklass A7 V. Den har en massa som är ca 2 solmassor, en radie som är ca 2,7 solradier och utsänder från dess fotosfär ca 24 gånger mera energi än solen vid en effektiv temperatur av ca 7 800 K.